# Sheshatshiu
Sheshatshiu es una reserva federal Innu y comunidad en la provincia canadiense de Terranova y Labrador. La reserva se encuentra aproximadamente a 40 kilómetros (24,9 mi) al norte de Happy Valley-Goose Bay . Algunas referencias pueden escribir el nombre de la comunidad como Sheshatshit; la "t" es más tradicional en el idioma innu-aimun, pero la u se usa más comúnmente en inglés para evitar connotaciones inapropiadas. El nombre significa "un lugar estrecho en el río".
La comunidad es habitada por la Primera Nación Innu Sheshatshiu y es uno de los dos asentamientos innu en la provincia canadiense de Terranova y Labrador. La otra es el asentamiento de Natuashish.

## Historia
En 1836, la Compañía de la Bahía de Hudson estableció un puesto comercial a nivel del río North West donde los comerciantes proporcionaron a los innu herramientas europeas. 
Durante la Primera Guerra Mundial, algunos innu de Sheshatshiu lucharon en el extranjero en el Regimiento Real de Terranova. En 1915, la Asociación Internacional Grenfell estableció un hospital en North West River para atender a los colonos europeos y los pueblos indígenas de la región. Este hospital cerró en 1983 y los residentes de Sheshatshiu y North West River ahora dependen de la ciudad de Happy Valley-Goose Bay para obtener servicios médicos.
En 1946 se celebraron elecciones para enviar delegados a la Convención Nacional de Terranova. Fue la primera vez que se celebraron elecciones en Labrador. Lester Burry fue elegido miembro de la convención y apoyó al futuro primer ministro Joey Smallwood así como su propuesta de confederación con Canadá.
En 1949, cuando Terranova y Labrador se unieron a Canadá, la Ley Indígena no incluía a las Primeras Naciones de la provincia. Se hizo así para preservar su derecho al voto, pero también impidió que los innu protegieran su tierra y su cultura. 
Los innu de Labrador se establecieron en aldeas permanentes en la década de 1960 y fueron uno de los últimos grupos aborígenes de Canadá en hacerlo.  Anteriormente, los innu sólo habían utilizado a Sheshatshiu como asentamiento costero y para comerciar con los europeos.
Entre las décadas de 1980 y 1990, la comunidad de Sheshatshiu, junto con la Nación Innu, protestó contra los vuelos de etrenamiento táctico de bajo nivel de la OTAN que utilizaban la base CFB Goose Bay .    
En 1997, la reina Isabel II visitó Sheshatshiu y los líderes comunitarios le entregaron una carta lamentando la colonialización de su banda.
En noviembre de 2000, la comunidad, junto con Davis Inlet, tomó la medida, sin precedentes para la fecha, de pedirle al gobierno federal canadiense que interviniera y ayudara con una crisis de drogodependencia local. Debido a una variedad de factores, incluida la adversidad económica, el alcoholismo y la inhalación de gasolina estaban muy extendidos en la comunidad y, en algunos casos, afectaban a niños de hasta cinco años. 
Los innu de Labrador se convirtieron en indios según la Ley Indígena en 2002 y "Sheshatshiu 3" se convirtió en reserva federal en 2006. 
En 2017, la Nación Innu declaró que hay 165 niños Labrador Innu en hogares de acogida, 80 de los cuales están ubicados fuera de sus comunidades de origen de Sheshatshiu y Natuashish . 
En octubre de 2019, la Primera Nación Sheshatshiu Innu declaró una crisis de suicidio después de que se informaran 10 intentos de suicidio dentro de la comunidad en cuestión de pocos días. 
A partir de 2020, según el Gran Jefe de la Nación Innu, Sheshatshiu y Natuashish tienen una población colectiva de alrededor de 3.000 habitantes, de los cuales aproximadamente la mitad son jóvenes. De ellos 167 de ellos están al cuidado de la Gerente de Servicios Infantiles y Juveniles. 

## Geografía
El asentamiento de Sheshatshiu está en Labrador dentro de la división n.º 10, adyacente a la comunidad inuit de North West River. Sheshatshiu está conectado con Happy Valley-Goose Bay por una carretera asfaltada de 40 kilómetros (24,9 mi). Las carreteras de Sheshatshiu y North West River son las carreteras pavimentadas más al norte del Atlántico canadiense. El asentamiento se encuentra aproximadamente en el centro geográfico de la provincia.

## Cultura
Antes de establecerse en asentamientos permanentes, el sustento de los innu se basaba principalmente en la caza, la recolección vegetal y el trueque.: 38  Los Sheshatshiu aún cazan caribú, bien por la caza doméstica o por la caza comunitaria financiada por el consejo gobernante de la banda.: 13 
Los Montagnais desarrollaron estrategias afinadas para ganarse la vida en un entorno inhóspito de bosques de abetos, colinas rocosas de bajo tamaño, ríos, lagos y humedales. Los innu viverion una vida itinerante aprovechando sus recursos estacionales. En verano reunieron varios cientos de personas a lo largo del río San Lorenzo, dondequiera que la pesca y la recolección de bayas fueran favorables. Pero el otoño se dispersarsaban hacia zonas de caza del interior, donde buscaban alces y otros grandes mamíferos por su carne y pieles, así como castores, cuyas pieles eran fundamentales para el comercio en la era de los franceses.
Los innu destacan en la tecnología del transporte. En verano, la canoa de corteza de abedul los transportaba junto a todas sus pertenencias a lo largo de la intrincada red de ríos y lagos de la cuenca. Cuando los cursos de agua se congelaron y la nieve cubrió la tierra, los cazadores usaron sus raquetas de nieve y arrastraban su carga sobre trineos de madera.
Estas bandas consideraban que diferentes animales, así como fenómenos naturales como truenos y cascadas, poseían sus propios espíritus y personalidades y que los espíritus podían ser útiles o dañinos para los humanos. El objetivo de los rituales innu era propiciar a estos espíritus: desviar su malevolencia o dirigir sus poderes para fines humanos. Contaban historias de criaturas sobrenaturales y héroes mágicos como medio para transmitir una comprensión del mundo. Consultaban a hombres o mujeres que poseían poderes espirituales especiales. También buscaban información en sus sueños y en los estados de éxtasis inducidos por ceremonias como la "tienda temblorosa". Las creencias y prácticas espirituales de los innu son profundos. Samuel de Champlain llegó a la región de Terranova a comienzos de los años 1600 y observó la dependencia del innu, a quien consideró "salvajes", a sus sueños. Por su parte, Paul Le Jeune vivió entre los innu con el fin de convertirlos a su religión observando el uso de rituales místicos para faenas cotidianas, así como la tendencia de comer toda la caza, incluyendo compartiendo con vecinos y familiares en vez de guardar sobrantes.: 37 

## Demografía
En el censo de población de 2021 realizado por Statistics Canada, la reserva Sheshatshiu 3 registró una población de 1225 que residían en 340 de sus 373 viviendas privadas totales, un cambio de−18,3 % de su población de 1.500 habitantes registradas en 2016. Con una superficie de terreno de 8,48 km² (3,3 mi²), computa con una densidad poblacional de 144,5/km en 2021.  La edad media en el asentamiento es 27 años.El 99,2% de los residentes de Sheshatshiu son indígenas. La comunidad tiene minorías de europeos. La religión más grande de la comunidad es el catolicismo . La mayoría de los residentes de Sheshatshiu hablan un dialecto del idioma cree . El inglés también se habla comúnmente en Sheshatshiu. 
Como lugar designado en el censo de población de 2016, Sheshatshiu registró una población de 671 habitantes que viven en 160 de sus 177 viviendas privadas en total, un cambio de−48,9 % de su población de 2011 de 1314. Con una superficie de terreno de 1,88 km² (0,7 mi²)  , tenía una densidad de población de 356,9/km   en 2016. 
El nivel de empleo en Sheshatshiu es inferior al de la provincia y al de Canadá.: 36  Sin embargo, existen muchos hogares multifamiliares, por lo que el ingreso medio por hogar Sheshatshiu es mayor que el de la provincia.: 36  La educación en el asentamiento solía estar bajo custodia de la zona escolar de Labrador, pero en 2009 pasó a un distrito escolar innu.